# ناره گئورگیان
ناره گئورگیان (ارمنی: Նարե Գևորգյան؛ انگلیسی: Nare Gevorgyan؛ زاده ۲۳ سپتامبر ۱۹۹۰) خواننده اهل ارمنستان است.
وی در بین سال‌های ۲۰۱۱ تا ۲۰۱۶ در دانشگاه دولتی شیراک تحصیل کرده‌است.